# Étang de Valliguières
Étang de Valliguières este o arie protejată (sit de importanță comunitară — SCI) din Franța întinsă pe o suprafață de 6,59 ha, integral pe uscat.

## Localizare
Centrul sitului Étang de Valliguières este situat la coordonatele 44°00′42″N 4°35′41″E / 44.01167°N 4.59472°E.

## Înființare
Situl Étang de Valliguières a fost declarat arie specială de conservare în baza directivei 92/43 din 1992 referitoare la conservarea habitatelor naturale și a faunei și florei sălbatice pentru a proteja 1 specie de animale.

## Biodiversitate
Situată în ecoregiunea mediteraneană, aria protejată conține 2 habitate naturale: Pseudostepă cu ierburi și specii anuale de Thero-Brachypodietea, Ape puternic oligomezotrofe cu vegetație bentonică cu Chara spp..
La baza desemnării sitului se află o specie protejată de  amfibieni: triton cu creastă (Triturus cristatus).
Pe lângă speciile protejate, pe teritoriul sitului au mai fost identificate 4 specii de amfibieni, 2 specii de reptile.